# فرودگاه شهری جکسن (آلاباما)
فرودگاه شهری جکسن (آلاباما) (به انگلیسی: Jackson Municipal Airport (Alabama)) یک فرودگاه همگانی بهره‌برداری هوایی است که یک باند فرود آسفالت دارد و طول باند آن ۱۵۲۵ متر است. این فرودگاه در کشور ایالات متحده آمریکا قرار دارد و در ارتفاع ۱۹ متری از سطح دریا واقع شده‌است.